# CP Urbanos do Porto

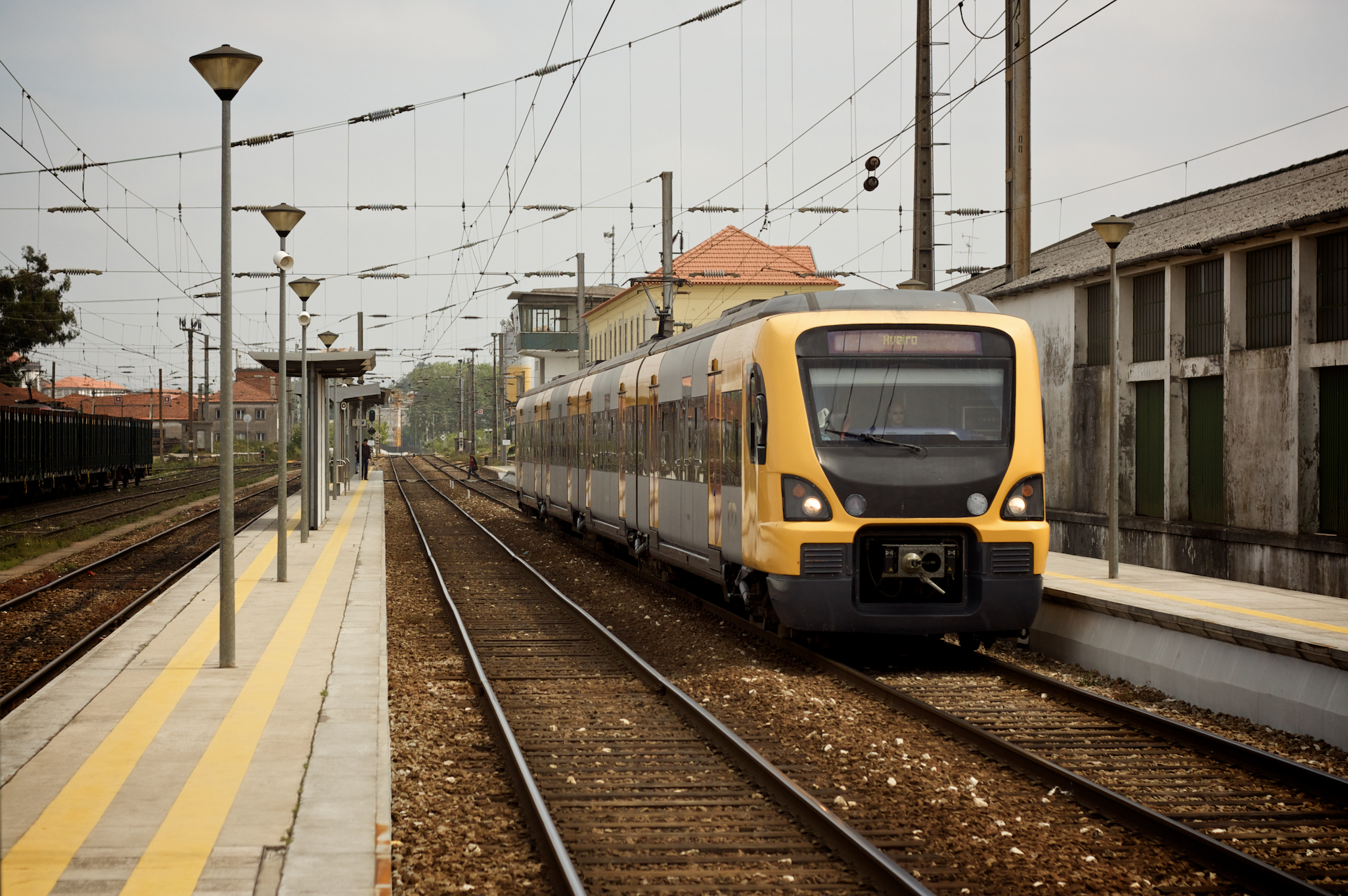
Ein Zug der Baureihe 3400 im Bahnhof von Vila Nova de Gaia (Urbano-Linie Linha de Aveiro)

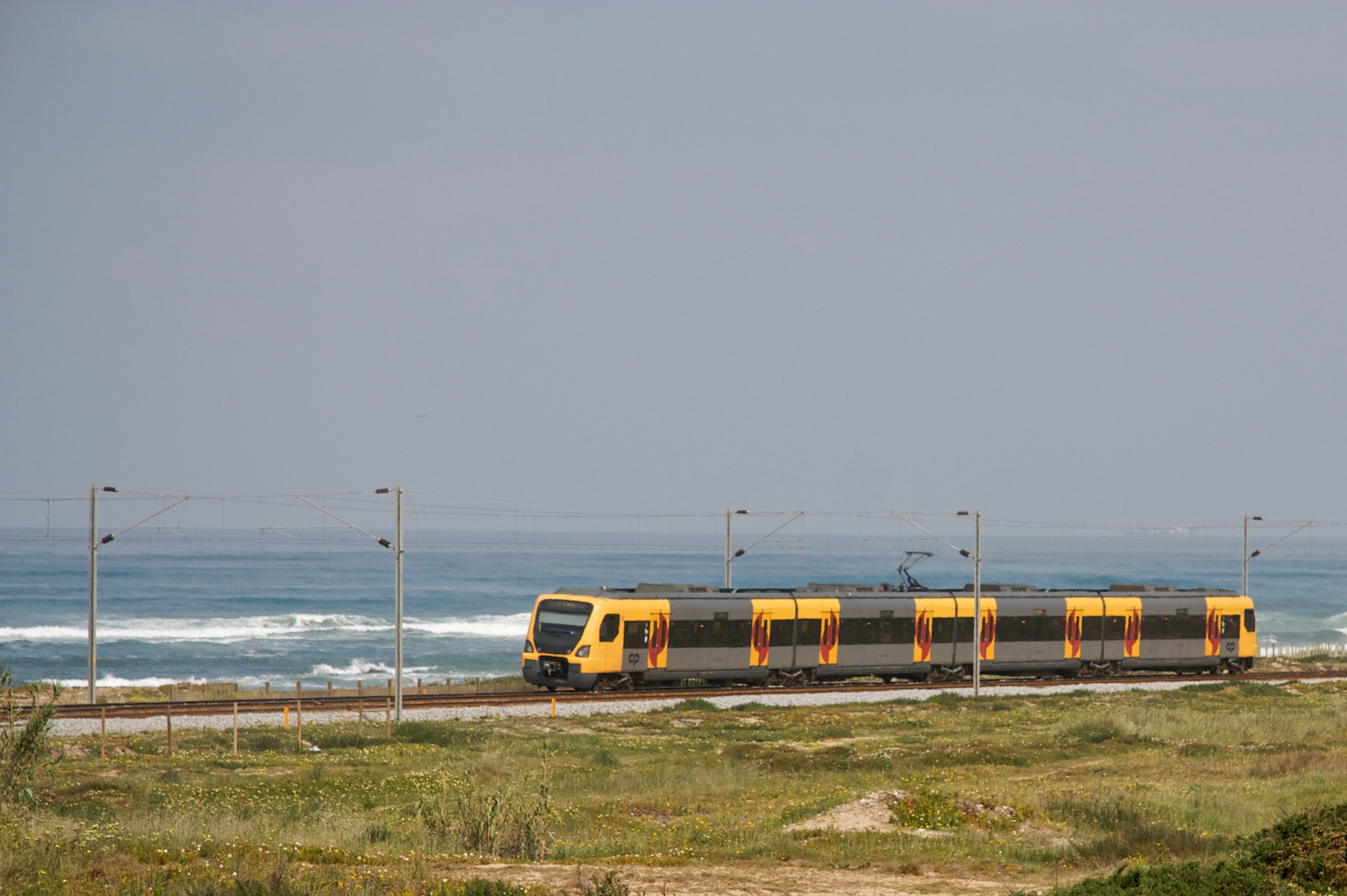
Zug derselben Baureihe bei São Félix da Marinha (Urbano-Linie Linha de Aveiro)

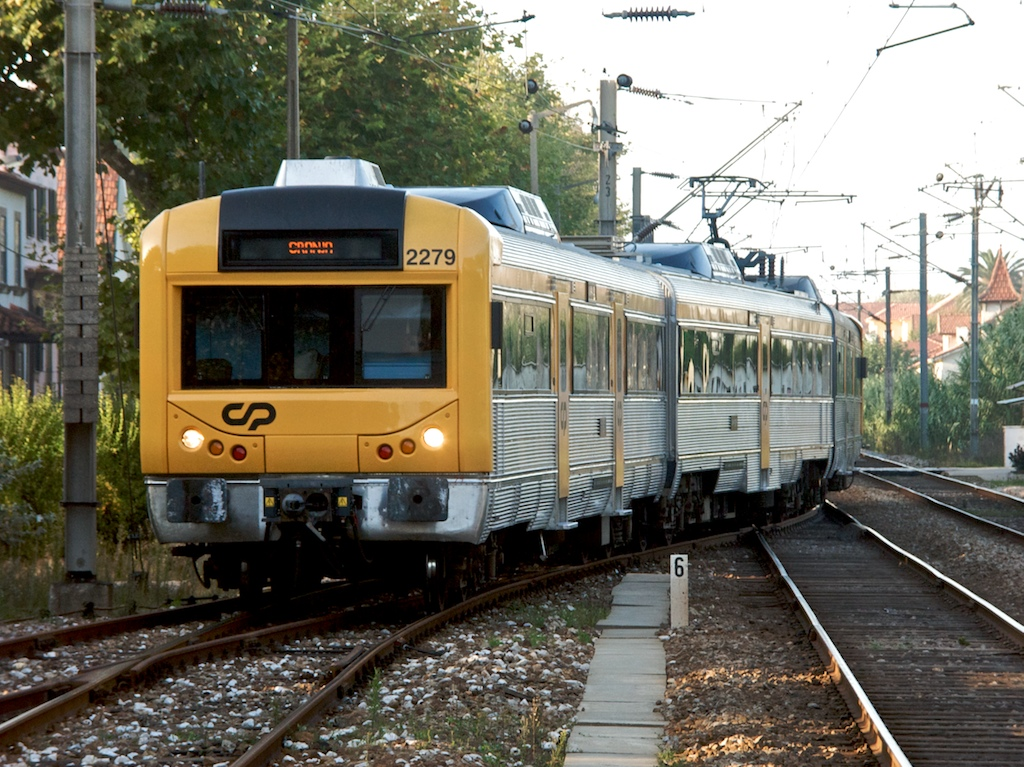
Im Bedarfsfall werden auch Züge der Baureihe 2240 – eigentlich für den Regionalverkehr gedacht – eingesetzt. Hier bei Granja (Urbano-Linie Linha de Aveiro)

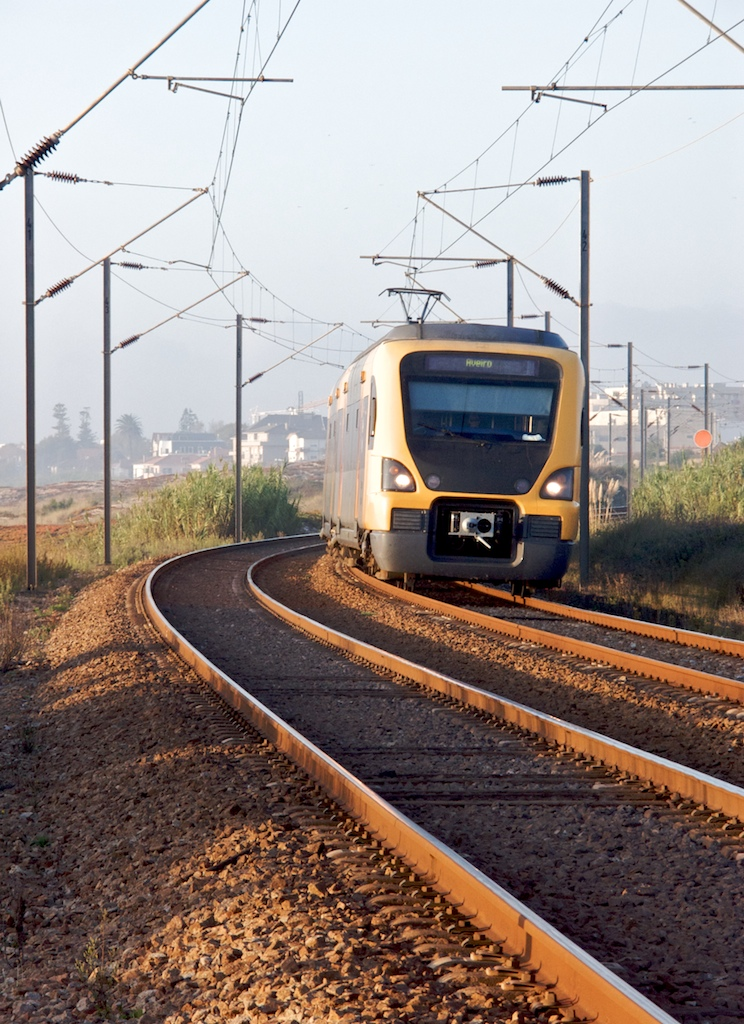
Ebenfalls Zug der Baureihe 3400 bei São Félix da Marinha (Urbano-Linie Linha de Aveiro)

Die CP Urbanos do Porto ist das Vorortbahnnetz der portugiesischen Stadt Porto und der umliegenden Städte in der Metropolregion Porto. Ebenso verbindet das Netz grenznahe Subregionen und den entsprechenden Hauptort, wie die Stadt Guimarães in der Subregion Ave, die Stadt Braga in der Subregion Cávado, die Stadt Aveiro in der Subregion Região de Aveiro und die Stadt Penafiel in der Subregion Tâmega e Sousa. Das System entspricht einer S-Bahn und wird von der staatlichen Eisenbahngesellschaft CP - Comboios de Portugal betrieben.
Das Streckennetz ist 204,7 km lang, vollständig elektrifiziert und zweigleisig ausgebaut, an stark frequentierten Strecken sogar viergleisig ausgebaut. Die Züge verkehren ab ca. 05:00 Uhr bis 01:00 Uhr. Auf der zentralen Bahnstrecke zwischen dem Endbahnhof Porto-São Bento und dem Hauptbahnhof Porto-Campanhã überlegen sich alle Linien und bieten so einen 5- bis 10-Minuten-Takt.
Durch 83 Bahnhöfe und 6 Linien, die sich in 5 Linienfamilien einteilen lassen, wurden im Jahre 2019 insgesamt 24 Millionen Passagiere befördert. Mit ca. 150 Verbringungen pro Tag ist das Vorortbahnnetz ein wesentlicher Bestandteil des Verkehrssystems in Porto. Das Vorortbahnnetz von Porto hat damit das längste Streckennetz aller drei Vorortbahnnetze von Portugal, zusammen mit Lissabon und Coimbra.

## Geschichte
Die 1997 gegründete CP Urbanos do Porto betreibt vier Vorortbahnstrecken, auf nahezu allen erfolgt jedoch Mischverkehr mit den Intercidades- und Alfa-Zügen. Alle Linien beginnen am Portuenser Innenstadtbahnhof São Bento, führen über die innerstädtische Verbindungsbahn zum Hauptbahnhof in Porto, Porto-Campanhã, und verzweigen sich darauf entweder zur Eisenbahnstrecke Linha do Minho oder zur Linha do Norte. Im Gegensatz zu den Vorortbahnstrecken in Lissabon werden die meisten Linien in und um Porto nur im Stundentakt bedient und teilweise durch Expressfahrten in der Hauptverkehrszeit ergänzt – somit ähnelt der Verkehr eher den deutschen Regional-Expressen als einem S-Bahnbetrieb. Alle Zugleistung der CP Urbanos do Porto gehören zur Zuggattung Urbano.
Auf nahezu alle Vorortlinien werden die 2002 beschafften Züge der Baureihe 3400, produziert durch Siemens Transportation Systems und Bombardier Transportation, eingesetzt. Zeitweise kommen jedoch aufgrund der starken Nachfrage noch Züge der für den Regionalverkehr bestimmten Baureihe 2240 zum Einsatz, da die Tochtergesellschaft nicht genügend eigenes Wagenmaterial besitzt.
Aufgrund der dramatischen Haushaltskrise Portugals seit 2008, plant die portugiesische Regierung analog zur CP Urbanos de Lisboa ab Ende 2011 die einzelnen Linienfamilien auszuschreiben und somit diese möglicherweise durch ausländische Schienenkonzerne betreiben zu lassen. Dies ist bisher (2014) jedoch noch nicht erfolgt.
Für 1½ Jahre, zwischen Mai 2009 und Januar 2011, betrieb CP Porto auch den Nahverkehr auf der vor allem für den Güterverkehr zum Hafen von Leixões gedachten Eisenbahnstrecke Linha de Leixões. Wegen mangelnder Nachfrage sowie aus Kostengründen wurde der Verkehr wieder eingestellt. 2025 wurde der Verkehr zwischen Leça do Balio und Porto, mit stündlicher Verlängerung auf der Linha do Norte bis Ovar, wieder aufgenommen.
Derzeit gibt es Pläne, einen Teil der Schmalspurstrecke Linha do Vouga in das Netz der CP Porto einzubinden. Im Auftrag der Metropolregion Porto wurde dazu eine Machbarkeitsstudie angefertigt, die den Plänen einen positiven Kosten-Nutzen-Faktor bescheinigte. Eine zeitnahe Umsetzung ist bisher jedoch nicht abzusehen.

## Netz

Karte des Liniennetzes der Vorortbahnen von Porto

| Linie              | Verlauf                                       | Strecken                           |
| ------------------ | --------------------------------------------- | ---------------------------------- |
| Linha de Guimarães | Porto São Bento–Trofa–Guimarães               | Linha do Minho, Linha de Guimarães |
| Linha de Aveiro    | Porto São Bento–Espinho-Aveiro                | Linha do Norte                     |
| Linha de Braga     | Porto São Bento–Trofa–Braga                   | Linha do Minho, Ramal de Braga     |
| Linha de Marco     | Porto São Bento–Marco de Canaveses            | Linha do Minho, Linha do Douro     |
| Linha de Leixões   | (Ovar–Porto Campanhã)–Ermesinde–Leça do Balio | Linha do Minho, Linha de Leixões   |

## Daten
2007 erzielte die Tochtergesellschaft der portugiesischen Staatsbahn einen Gewinn von 17,9 Millionen Euro, 2008 19,7 Millionen Euro; die Kompensationszahlung des portugiesischen Staates für den Vorortverkehr beliefen sich 2007 auf 21,5 Millionen Euro und stiegen bis 2010 auf 26,7 Millionen Euro an.
2011 beförderte das Unternehmen 21,092 Millionen Fahrgäste.
Gut 90 Prozent aller Züge der CP Urbanos do Porto fahren pünktlich. Auf der Linha de Aveiro waren 2011 84 Prozent aller Züge pünktlich (2007: 93 %, 2008: 90,4 %, 2010: 78 %), auf der Linha de Braga 94 % (2007: 97,4 %, 2008: 95,6 %, 2010: 87 %), auf der Linha de Guimarães 94 % (2007: 94,1 %, 2008: 95,7 %, 2010: 84 %) und auf der Linha de Marco 92 % (2007: 97,7 %, 2008: 96,2 %, 2010: 88 %). 2012 beschäftigte das Unternehmen 356 Mitarbeiter.
Seit November 2002 ist die CP Urbanos do Porto nach der EN ISO 9001:2000 durch die Associação Portuguesa de Certificação zertifiziert.